# Affaire D'Oliveira

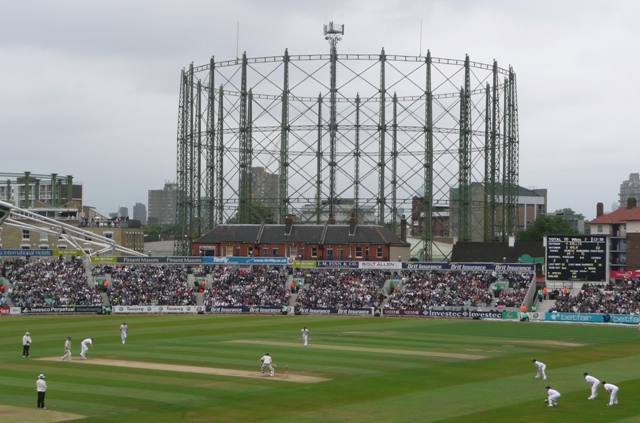
Le match test de l'Oval. Angleterre contre Afrique du sud. Image liée à l'article L'affaire D'Oliveira qui est une succession d'événements sportifs et politiques qui se sont déroulés principalement en 1968.

L'affaire D'Oliveira est une succession d'événements sportifs et politiques qui se sont déroulés principalement en 1968. Au centre de ces faits se trouve la question de la sélection de Basil D'Oliveira, un joueur de couleur d'origine sud-africaine, pour la tournée que doit effectuer l'équipe d'Angleterre de cricket en Afrique du Sud fin 1968 et début 1969. Alors qu'il n'est pas choisi initialement, il est amené à remplacer un coéquipier blessé. Pour le Premier ministre d'Afrique du Sud John Vorster, sa présence pour cette tournée est inacceptable. Refusant de se passer de D'Oliveira, le Marylebone Cricket Club (MCC), alors responsable de la sélection anglaise, annule la tournée.
Basil D'Oliveira est un Métis du Cap né en Afrique du Sud vers la fin des années 1920 ou au début des années 1930. L'une des conséquences de la ségrégation raciale, puis de l'apartheid en vigueur dans le pays est d'empêcher les Blancs et les joueurs de couleur de pratiquer le cricket ensemble. La sélection sud-africaine, par exemple, ne compte que des joueurs blancs. À trente ans, en 1960, D'Oliveira, qui pratique ce sport, émigre en Angleterre pour devenir professionnel et, en 1966, est sélectionné pour la première fois en équipe d'Angleterre.
En 1967, le Premier ministre John Vorster annonce un relâchement dans la politique menée jusqu'alors en tolérant que les équipes sportives en visite dans son pays peuvent simultanément comporter des joueurs blancs et d'autres qui ne le sont pas, à la condition que cette mixité ne soit pas réalisée dans un but politique. Début 1968, le MCC envoie divers émissaires en Afrique du Sud pour connaître la position du gouvernement de John Vorster sur la question de l'inclusion de D'Oliveira pour la tournée à venir. Les réponses restent vagues. Alors que Basil D'Oliveira connaît une saison difficile, il est provisoirement écarté de l'équipe d'Angleterre. Il remplace au dernier moment un joueur blessé pour un test-match contre l'équipe d'Australie à The Oval et y réalise une performance significative. Les sélectionneurs de l'équipe d'Angleterre se réunissent pour désigner ceux qui vont partir en Afrique du Sud le soir même de la fin du match, le 27 août. La liste, annoncée le lendemain, ne compte pas Basil D'Oliveira, divisant largement les différents commentateurs dans la presse britanniques entre ceux qui considèrent que cette mise à l'écart est justifiée sur le plan sportif, ceux qui pensent qu'il aurait dû en être et, enfin, ceux qui affirment qu'il n'a pas été pris pour éviter de froisser le gouvernement de John Vorster.
Le 14 septembre, Tom Cartwright, l'un des joueurs sélectionnés, blessé, doit renoncer à la tournée. Le 17, le MCC le remplace par Basil D'Oliveira. Le lendemain, John Vorster annonce qu'à ses yeux, l'équipe qui doit arriver n'est plus celle du MCC, mais celle de la lutte anti-apartheid, et refuse qu'elle vienne en Afrique du Sud. Malgré de nouvelles tractations, le MCC refuse d'exclure D'Oliveira de sa tournée et annule la tournée le 24 septembre.
L'affaire D'Oliveira provoque un vif débat au sein du MCC sur la question de couper les ponts avec l'Afrique du Sud tant que le régime de l'apartheid est en place. La tournée de l'équipe d'Afrique du Sud en Angleterre en 1970 est annulée à la suite de manifestations au Royaume-Uni et la sélection est progressivement mise au ban du cricket mondial, isolation dont l'affaire D'Oliveira est la première étape et qui se poursuit jusqu'en 1991.